# C30 (Namibië)
De C30 is een secundaire weg in het noordoosten van Namibië. De weg loopt van Gobabis via Steinhausen naar de C22 ten zuiden van Otjiwarongo. In Gobabis sluit de weg aan op de B6 naar Windhoek en Gaborone.
De C30 is 320 kilometer lang en loopt door de regio's Omaheke en Otjozondjupa.